# Ateuchus vividum
Ateuchus vividum là một loài bọ cánh cứng trong họ Bọ hung (Scarabaeidae).